# Cornillon-sur-l’Oule
Cornillon-sur-l’Oule település Franciaországban, Drôme megyében. Lakosainak száma 75 fő (2022. január 1.). Cornillon-sur-l’Oule Arnayon, Cornillac, La Motte-Chalancon, Rémuzat, Rottier, Saint-May és Villeperdrix községekkel határos.

## Népesség
A település népességének változása:
| Lakosok száma | 86   | 75   | 68   | 69   | 74   | 69   | 69   | 72   | 74   | 75   |
|               | 1968 | 1982 | 1990 | 2006 | 2013 | 2015 | 2017 | 2019 | 2020 | 2022 |